# Sportdrank
Een sportdrank is een drank voor sportbeoefenaars, de er in aanwezige koolhydraten (suikers) worden snel in het lichaam opgenomen.

## Samenstelling
Behalve water bevatten sportdranken hoofdzakelijk suikers, met name glucose en maltodextrine. Verder worden soms ook nog mineralen, eiwit of vitamines toegevoegd. Meestal zijn de sportdranken hypotoon of isotoon, waardoor het vocht snel opgenomen wordt door het lichaam. Soms zijn ze ook hypertoon van samenstelling, Ze bevatten dan meer suikers dan in de isotone verhouding, een deel ervan wordt daardoor trager opgenomen.

## Werking
Een drank komt via de slokdarm in de maag. De maag houdt de vloeistof even vast en laat het al snel passeren naar de darmen. In het algemeen geldt dat een drank langer door de maag wordt vastgehouden naarmate deze rijker aan deeltjes is. Ook de hoeveelheid zout is van belang: als er meer zouten in de drank zitten, wordt deze sneller opgenomen. De samenstelling van een sportdrank is zodanig, dat deze snel door het maag-darmstelsel wordt opgenomen.

## Vitaminen
Hoewel een sporter behoefte kan hebben aan extra vitamine-inname, heeft het geen zin deze aan een sportdrank toe te voegen. Een sportdrank is bedoeld om op korte termijn een vochttekort aan te vullen, terwijl een vitaminetekort doorgaans over een periode van enkele weken wordt opgelopen.

## Doelgroep
Hoewel sporters een logische doelgroep zijn, wordt de drank ook veel gedronken als gewone dorstlesser door de gewone consument.

## Wetenswaardigheden
- Een sportdrank moet niet verward worden met een energiedrank. Ook zijn er speciale hersteldranken die juist voor ná het sporten zijn bedoeld.
- De eerste sportdrank werd gemaakt in 1927, genaamd Lucozade, maar sinds 1980 is er sprake van een consumentenmarkt.
- Hippocrates gaf al in 360 voor Christus aan dat er een verband bestaat tussen voeding en prestatie.